# Antoni Mulet Gomila
Antoni Mulet Gomila   (Palma, 1887 - Palma, 1966) fou un empresari, folklorista i col·leccionista mallorquí.
Treballà a l'agència de duanes i de consignació de vaixells «Gabriel Mulet i fills», i es casà amb Catalina Arrom Reixac. Estudià els balls mallorquins, la indumentària civil i religiosa de l'illa, la ceràmica, els utensilis i els mobles tradicionals. També col·leccionà cançons populars, naixements obrats a Mallorca, joies, gerres brodades de Felanitx i objectes arqueològics. Per gaudir de les seves col·leccions muntà el Museu de Can Mulet (1916) en una casa de camp de Gènova, per bé que mantingué el seu domicili familiar en una casa del carrer de Sant Jaume (Palma). El pintor Erwin Hubert pintà a l'aquarel·la una imatge de la cuina de l'esmentat museu, que es reprodueix en postals, cartells i fulletons, i esdevé una de les imatges emblemàtiques de la Mallorca turística dels anys 40 i 50.
De ben jove va ser soci i organitzador d'activitats del Foment del Turisme de Mallorca, i durant molts d'anys va fer part de la Junta directiva de l'entitat. Interessat en la promoció de la urbanització de Cala d'Or (Santanyí) per a artistes, donà suport a Josep Costa i Ferrer i esdevingué (1933) un dels dotze membres fundadors de l'esmentada urbanització. Va ser vicepresident del Foment del Turisme de Mallorca durant la presidència de Pere Muntaner i Gual i en fou president dos anys (1947-1949). Posteriorment, va ser guardonat amb la medalla d'or de l'entitat.
Publicà en català o en castellà nombroses obres dedicades a l'anàlisi d'aspectes de la cultura popular mallorquina com «Cerámica mallorquina» (1930), «Los recientes hallazgos de cerámica en Palma» (1938), «Un pintor mallorquín poco conocido, Jaime Nadal» (1945), «Pitos y cántaros de Mallorca» (1949), «El traje balear en doce láminas del siglo XVIII» (1951), «Mallorca, Can Mulet de Génova. Ambiente, cerámica, ajuar, pinturas, tallas, tablas, etc.» (1952), «Mallorca. El parado de Valldemossa» (1953), «Cocinas rurales de Mallorca» (1953), «El traje en Mallorca. Aportación a su conocimiento» (1955), «Casa típica Mulet: Génova, Mallorca» (1955), «El baile popular en Mallorca» (1956), «La Bonanova» (1956), «De re agrícola» (1956), «Cuartillas humildes de turismo y folklore» (1956), «Relación de mis donaciones al monasterio de Nuestra Señora de Lluc» (1964) i altres. És coautor de la Guía de Mallorca Oficial del Fomento del Turismo (1923), amb Jaume Escalas i Real; Francisco Vidal Sureda, propulsor del turismo (1949), amb Maties Mut Oliver; i de la Guía gràfica de Mallorca (1954), amb Josep Costa i Vicenç Furió. També escrigué obres literàries com la comèdia «De largo» (1914) i l'entremès «Hem arribat de París» (1954). A través dels articles que publicà a la premsa popularitzà el pseudònim de Turixant. Un carrer de Palma, de la zona de Marivent, du el seu nom.
Amb el propòsit que les col·leccions que havia reunit en vida no es dispersassin quan va tancar el museu, va fer tres donacions: dues foren de caràcter monogràfic i una de caràcter general. Va fer els lliuraments de manera successiva, distribuïts en etapes: en vida va fer un primer lliurament, després del seu traspàs l'esposa en materialitza un altre i el darrer es va fer (1971) després del traspàs d'aquesta.
La Diputació Provincial rebé el seu arxiu, que actualment conserva el Consell Insular de Mallorca. Conté nombroses fotografies d'indumentària popular, reculls de cançons populars, retalls de premsa referents al grup folklòric «Balls de Mallorca» i anotacions sobre les activitats del grup. La Societat Arqueològica Lul·liana rebé la col·lecció de 57 peces arqueològiques mallorquines i ebusitanes. El Museu de Lluc rebé en donació, documentada el 1964, la col·lecció d'indumentària femenina i masculina del segle xix, els ornaments religiosos, la ceràmica i la terrissa mallorquina dels segles XVII i XVIII, la ceràmica catalana, valenciana, aragonesa i italiana, la imatgeria, el mobiliari tradicional, la joieria i la pintura.